# Temple d'Atena (Priene)
El Temple d'Atena fou un antic temple grec dedicat a Atena Polies a Priene, a Anatòlia, a l'actual Turquia. Es va edificar entre els períodes clàssic i hel·lenístic, en estil jònic, del qual es considerava un model.

## Història
El temple d'Atena Polies, protectora de la ciutat, era el temple principal de Priene. S'edificà a la fi del període clàssic, potser cap al 340 abans de la nostra era. Se sap amb certesa que el temple estava en construcció com a més tardar en la segona meitat de l'any 330 ae, ja que una inscripció del temple indica que Alexandre el Gran el dedicà a Atena, la qual cosa data de la seua visita a la ciutat l'any 334 ae. La data de la inscripció, però, és discutida. Si més no, l'extrem est del temple estava fins a un cert punt acabat. L'arquitecte del temple fou Piti de Priene, que també dissenyà el Mausoleu d'Halicarnàs, una de les set meravelles del món antic. Segons Vitruvi, Piti va escriure un tractat sobre les dimensions del temple.
El temple es va acabar de construir en el període hel·lenístic, però se'n desconeix la data exacta. És possible que s'acabàs en la dècada del 200 abans de la nostra era o al voltant del 150 ae. La imatge de culte d'Atena del temple no es va col·locar fins al voltant del 158-156 ae. En el període romà, després del 27 ae, es va tornar a dedicar no sols a Atena, sinó també a l'emperador August, i va tornar a rebre atenció. En aquesta època, el temple potser fou modificat, i la zona del santuari s'amplià amb nous edificis. El temple continuà sent un important lloc de culte durant el període imperial. En el període romà d'Orient es va utilitzar com a església.

## Edificis i troballes
El Temple d'Atena formava part del Santuari d'Atena, situat al bell mig de la ciutat de Priene, al nord-oest de l'àgora, en una zona anivellada del vessant sud de l'acròpoli.

### Temple
El Temple d'Atena era d'estil jònic, i es considera un dels millors exemples d'aquest estil. L'estilòbata feia aproximadament 37,2 m × 19,5 m. Era un temple perípter, i el perístasis tenia 11 columnes als costats llargs i sis en els curts (hexàstil). Les columnes tenien uns 10,1 m d'alçada i 24 canaletes. L'alçada de l'entaulament sobre les columnes era d'uns 2,3 m. Dins el temple es trobava el típic pronaos, naos i opistòdom. El pronaos i l'opistòdom tenien cadascú dues columnes (dístilo in antis) al davant.
L'altura de les columnes més l'entaulament era d'uns 14,8 metres. La longitud de la naos feia 29,5 m, per la qual cosa el temple era un hecatòmpedon ('temple de cent peus', en què un peu jònic equival a 0,295 m).

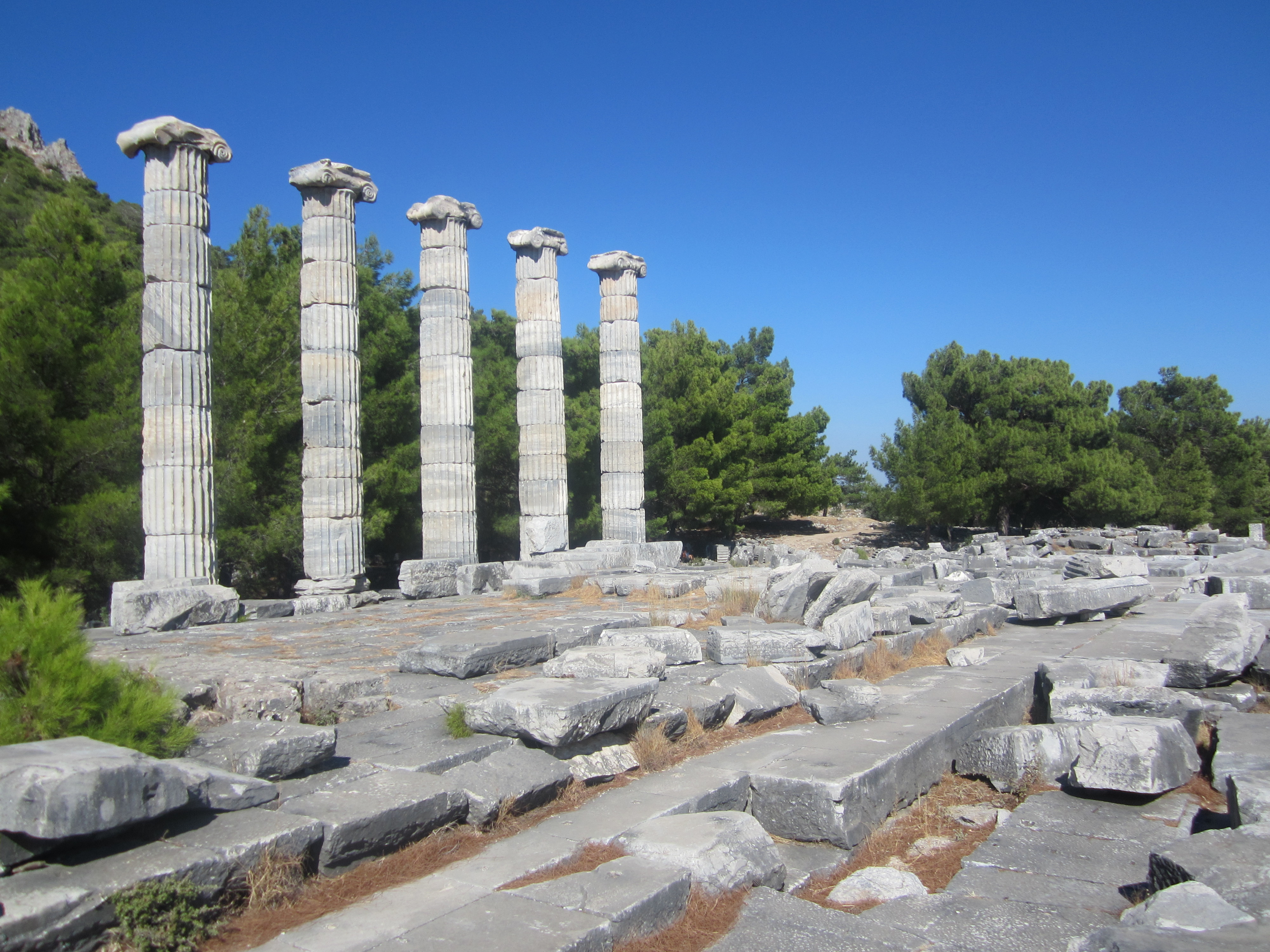
Ruïnes del Temple d'Atena

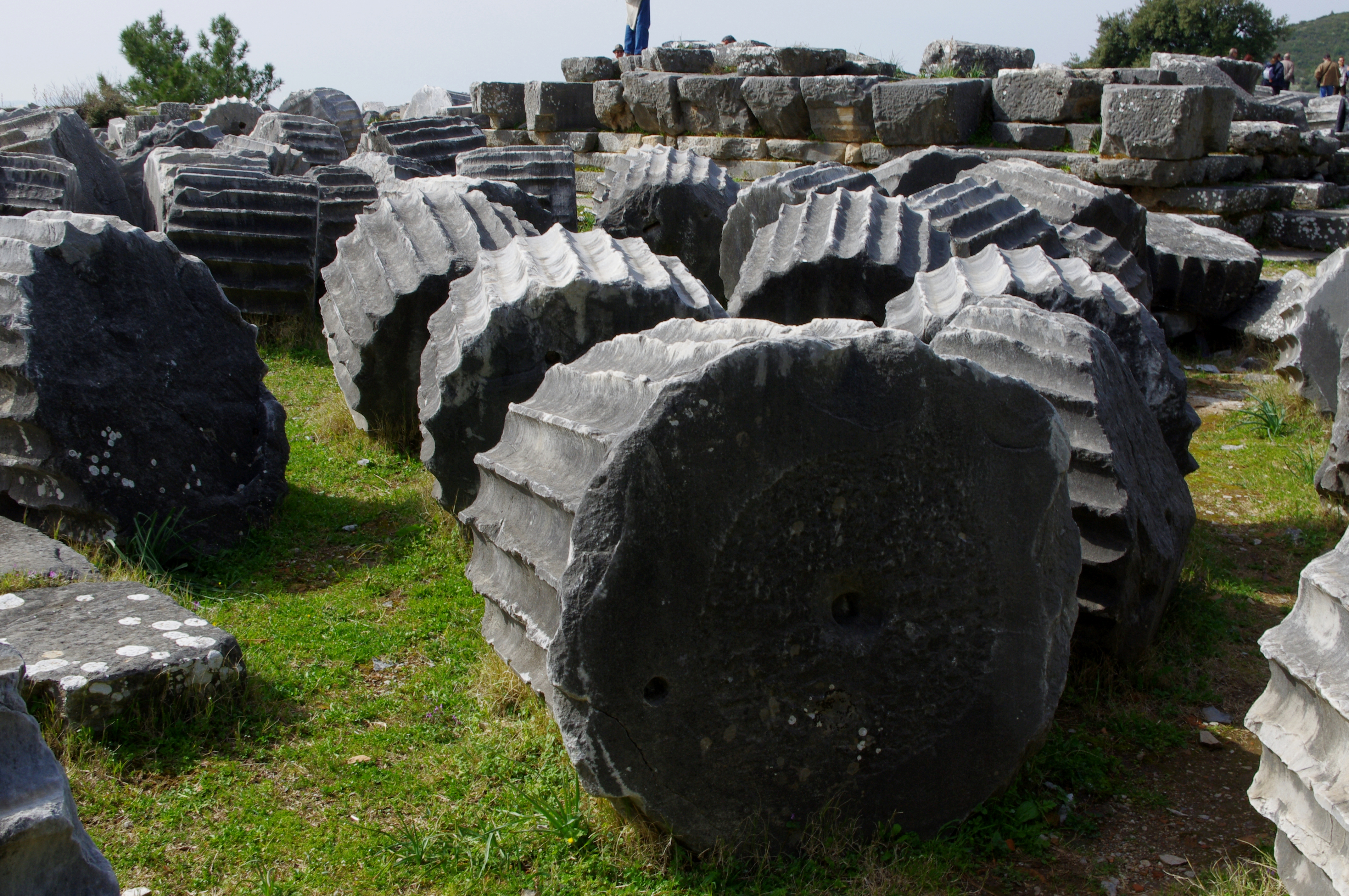
Tambors de les columnes

Dins la naos hi havia una imatge de culte d'Atena, esculpida en el segle 100 abans de la nostra era. Duia casc, escut i llança, i sostenia a Nice. L'alçada de l'escultura era d'uns 6,5 m. L'opistòdom de la part posterior del temple es tancà amb una porta en el segle i ae, i sembla que després s'utilitzà com a tresoreria.
El que resta del temple són sobretot els fonaments. També se n'han reconstruït cinc columnes.

### Altar
Segons el costum grec, l'altar se situava al costat est del temple, a uns 12 m de distància. La seua data és incerta; probablement, però, fou posterior a la del temple, i sol datar-se en el període hel·lenístic, del 200 o 100 ae. Algunes estimacions, tanmateix, suggereixen que podria haver estat dissenyat almenys l'any 300 ae.
Tenia uns 13,2 m de llargada, 7,1 m d'ample i 3 m d'alçada. Era damunt una plataforma de dos nivells. L'havien decorat amb relleus que representaven figures femenines, segurament muses, i Apol·lo Citaredo. Els laterals de l'altar devien tenir pilastres o semicolumnes jòniques que sostenien l'entaulament. Les columnes i relleus feien una mena de mur als tres costats de l'altar. Part de l'altar ara es troba traslladat al Museu de Pèrgam de Berlín.

### Altres edificis del santuari
Propileu
A l'extrem oriental del santuari es trobava el propileu, que feia d'entrada monumental a la zona. Data de l'època romana sota l'emperador August, del 25 ae. Sembla, però, haver quedat, si més no en part, inacabat. Igual que el temple i l'altar, el propileu era d'estil jònic. Tenia quatre columnes a les façanes est i oest. L'amplària de l'estructura era d'uns 7,6 m. Hi havia sis esglaons que hi conduïen des del carrer.
Estoa
La zona del santuari estava delimitada al sud per una estoa d'estil dòric, construïda en el període hel·lenístic al voltant de l'any 200 abans de la nostra era. D'una sola nau, s'obria cap al sud, i sembla que el seu mur posterior contenia una porta que conduïa a la zona del santuari. L'estoa tenia uns 78,4 m de llarg i 6,8 m de profunditat.

### Dedicatòries
La inscripció dedicatòria d'Alexandre el Gran es va gravar a la paret de la segona anta del pronaos del temple. La pedra que la conté es troba traslladada en el Museu Britànic de Londres. La inscripció diu:
| « | ΒΑΣΙΛΕΥΣ ΑΛΕΞΑΝΔΡΟΣ ΑΝΕΘΗΚΕ ΤΟΝ ΝΑΟΝ ΑΘΗΝΑΙ ΠΟΛΙΑΔΙ Basileus Aleksandros anethēke ton naon Athēnai Poliadi El rei Alexandre dedicà un temple a Atena Polies | » |

La inscripció del croquis de l'arquitecte que rededica el santuari a Atena Polies i a August diu:
| « | Ο ΔΗΜΟΣ ΑΘΗΝΑΙ ΠΟΛΙΑΔΙ ΚΑΙ [ΑΥΤΟ]ΚΡΑΤΟΡΙ ΚΑΙΣΑΡΙ ΘΕΟΥ ΥΙΩΙ ΘΕΩΙ ΣΕΒΑΣΤΟΙ ΚΑΘΙΕΡΩΣΕΝ Ho dēmos Athēnai Poliadi kai [auto]kratori Kaisari theū hyiōi theōi Sebastoi kathierōsen El poble el dedica a Atena Polies i al diví emperador Cèsar Sebastos [àlies Cèsar August], fill del déu. | » |

## Galeria d'imatges

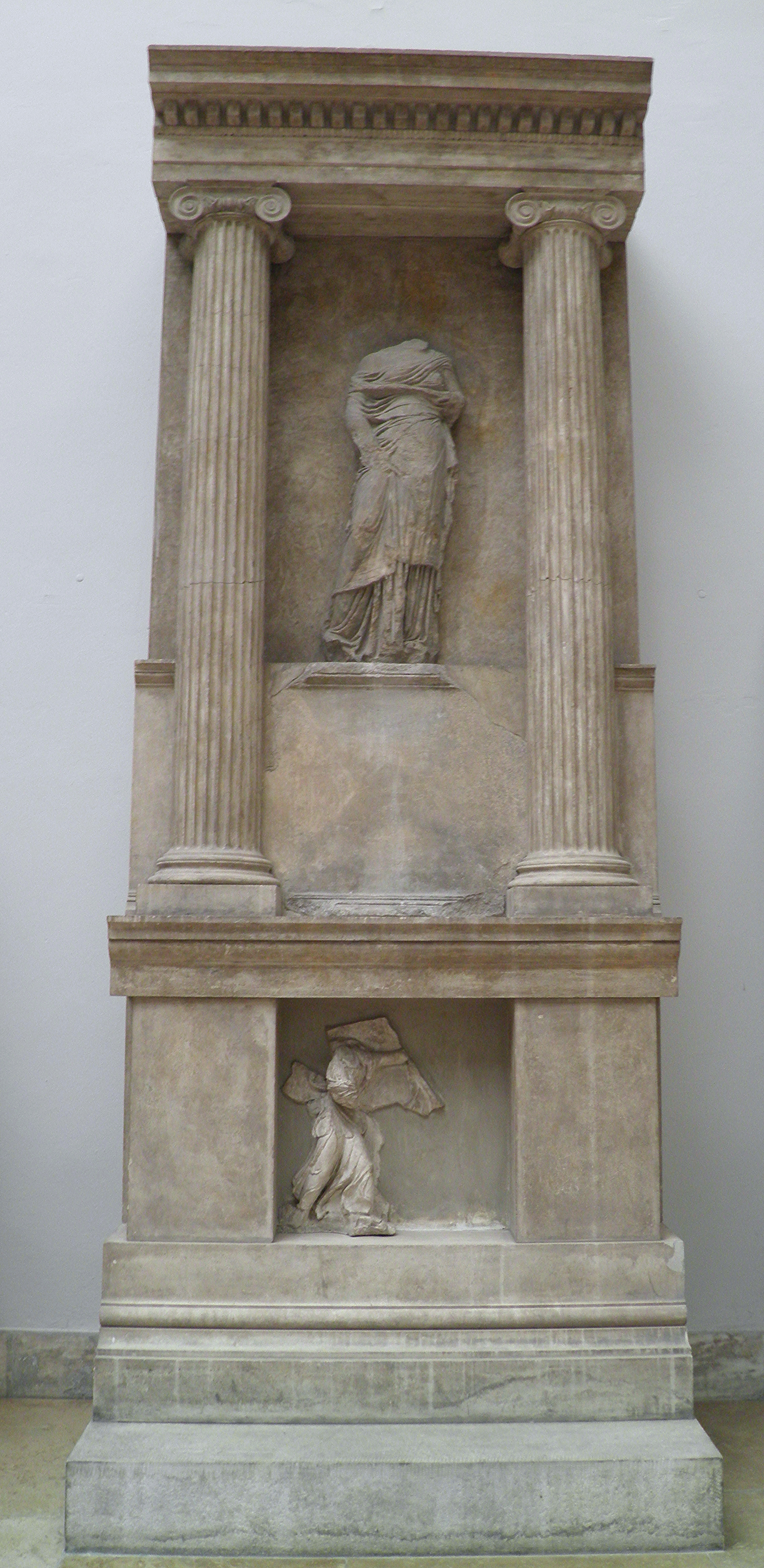
Part de l'altar del temple d'Atena. Museu de Pèrgam.
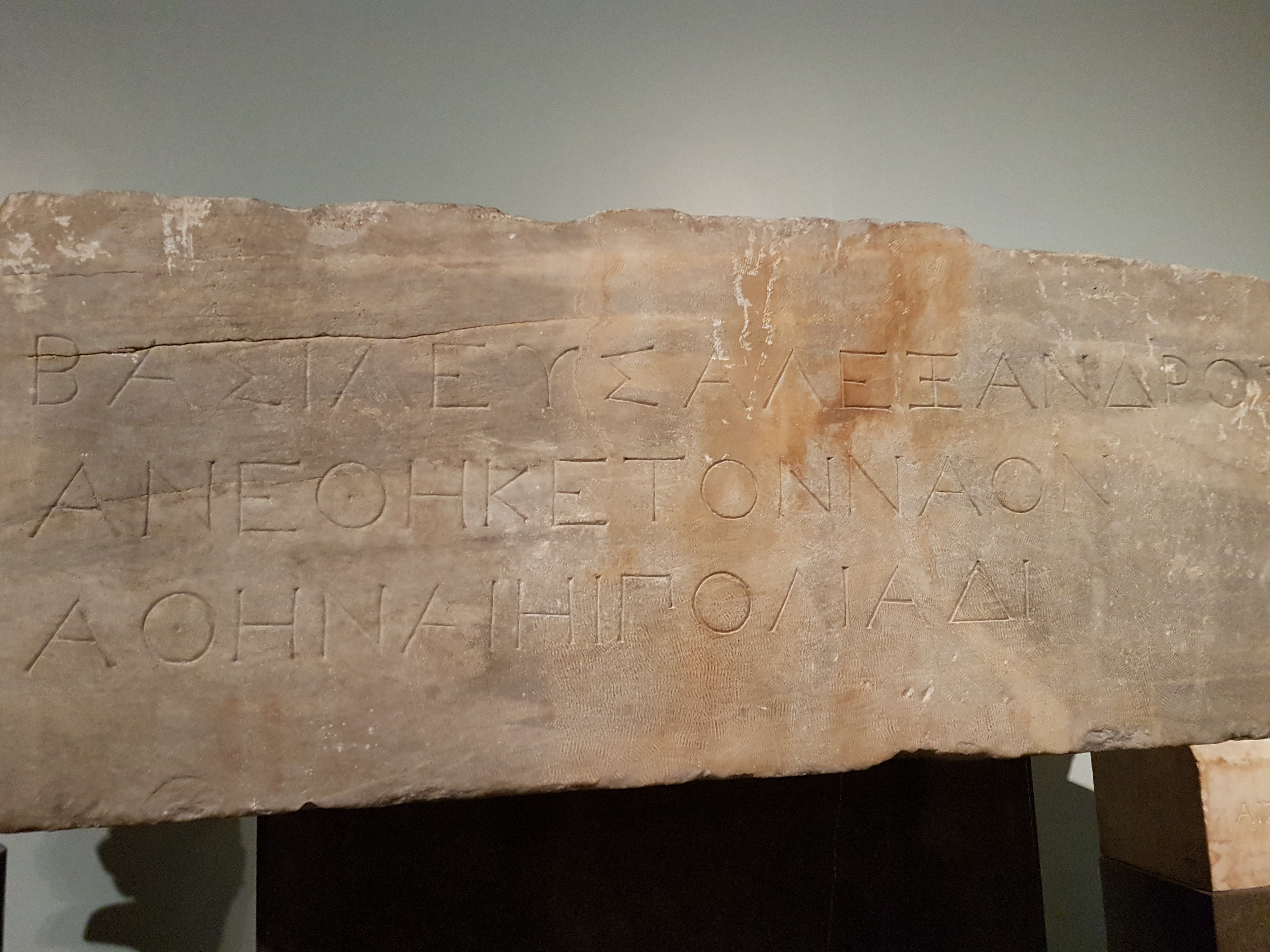
Dedicatòria del temple per Alexandre el Gran, c. 334 ae. Museu Britànic.